# Chiaki Kon
Chiaki Kon (今 千秋?, Kon Chiaki; Chiba, 29 settembre 1972) è una regista e animatrice giapponese di anime.

## Biografia
Ha diretto gli anime di Higurashi no naku koro ni, Umineko no naku koro ni, Nodame Cantabile: Paris Chapter e La principessa sacrificale e il re delle bestie. Ha anche realizzato la storyboard e la drammatizzazione dell'anime Midori Days e fatto l'animazione d'apertura di Shōnen Onmyōji.